# Birgit Fischer
Birgit Fischer (ur. 25 lutego 1962 w Brandenburgu nad Hawelą) – kajakarka niemiecka.
Fischer jest najbardziej utytułowaną kajakarką w historii. Wystąpiła w sześciu igrzyskach – od Moskwy w 1980 roku do Aten w 2004 – z każdych przywoziła co najmniej jeden medal. Była również wielokrotną mistrzynią świata. Reprezentowała NRD, a później zjednoczone Niemcy. W latach 1983–94 była żoną niemieckiego kajakarza Jörgena Schmidta i używała nazwiska męża. Była zarazem najmłodszą (18 lat) jak i najstarszą (42 lata) mistrzynią olimpijską w kajakarstwie.

## Najważniejsze osiągnięcia
- 1979 MŚ: złoto na 500 m K-4.
- 1980 IO: złoto na 500 m K-1.
- 1981 MŚ: złoto na 500 m K-1, K-2 i K-4.
- 1982 MŚ: złoto na 500 m K-1, K-2 i K-4.
- 1983 MŚ: złoto na 500 m K-1, K-2 i K-4.
- 1985 MŚ: złoto na 500 m K-1, K-2 i K-4.
- 1987 MŚ: złoto na 500 m K-1, K-2 i K-4.
- 1988 IO: złoto na 500 m K-2 i K-4; srebro na 500 m K-1.
- 1992 IO: złoto na 500 m K-1; srebro na 500 m K-4.
- 1993 MŚ: złoto na 500 m K-1 i K-4; brąz na 5000 m K-1.
- 1994 MŚ: złoto na 500 m K-1 i K-4; srebro na 200 m K-2 i K-4; brąz na 500 m K-2.
- 1995 MŚ: złoto na 500 m K-4; srebro na 200 m K-4.
- 1996 IO: złoto na 500 m K-4; srebro na 500 m K-2.
- 1997 MŚ: złoto na 500 m K-2 i K-4, 200 m K-2 i K-4 oraz 1000 m K-2.
- 1998 MŚ: złoto na 500 m K-4; srebro na 500 m K-2 i 1000 m K-2.
- 1999 MŚ: srebro na 500 m K-4.
- 2000 IO: złoto na 500 m K-2 i K-4.
- 2004 IO: złoto na 500 m K-4; srebro na 500 m K-2.
- 2005 MŚ: brąz na 1000 m K-4, brąz na 200 m K-2.